# Furcifer pardalis
Furcifer pardalis este o specie de cameleoni din genul Furcifer, familia Chamaeleonidae, descrisă de Georges Cuvier în anul 1829. A fost clasificată de IUCN ca specie cu risc scăzut. Conform Catalogue of Life specia Furcifer pardalis nu are subspecii cunoscute.